# Площево (Смоленская область)
Площево — деревня в Смоленском районе Смоленской области России. Входит в состав Пионерского сельского поселения. Население — 11 жителей (2010 год). 
Расположена в западной части области в 23 км к юго-западу от Смоленска, в 22 км южнее автодороги А141 Орёл — Витебск. В 29 км севернее деревни расположена железнодорожная станция Дачная-1 на линии Смоленск — Витебск. 

## История
В годы Великой Отечественной войны деревня была оккупирована гитлеровскими войсками в июле 1941 года, освобождена в сентябре 1943 года. 